# Thelypteris croatii
Thelypteris croatii är en kärrbräkenväxtart som beskrevs av Alan Reid Smith. Thelypteris croatii ingår i släktet Thelypteris och familjen Thelypteridaceae. Inga underarter finns listade.